# TecSAR

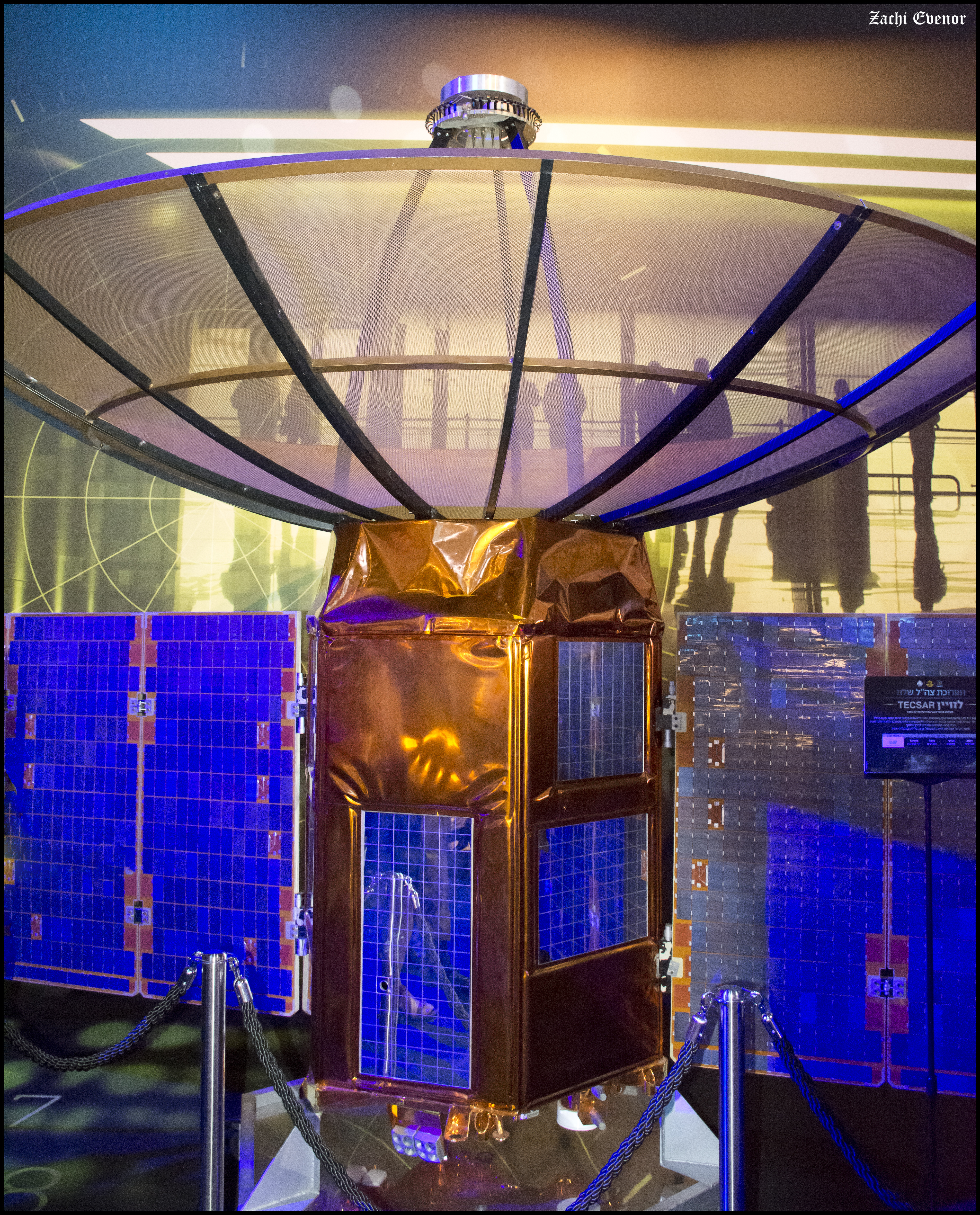
Satellite TECSAR, Israël.

TecSAR ou TECSAR est une famille de petits satellites de reconnaissance radar tout temps israéliens. Ils sont construits par Israel Aerospace Industries pour le compte de Tsahal. Le premier exemplaire de cette famille a été placé en orbite le 21 janvier 2008 par un lanceur indien PSLV-CA tiré depuis le Centre spatial de Satish Dhawan.

## Caractéristiques techniques
Les satellites TecSAR ont une masse inférieure à 300 kg (260 kg à sec) dont 100 kg pour la charge utile. Le satellite est stabilisé trois axes et est conçu pour pouvoir être réorienté rapidement et ainsi modifier le site balayé par son radar. L'énergie est produite par deux paires de panneaux solaires déployables et non orientables qui fournissent en moyenne 750 watts. Le satellite dispose d'une capacité de stockage des données de 240 gigabits. Sa durée de vie minimum est de 5 ans. Le bus utilisé est baptisé OptSat-2000,.

## Charge utile
La charge utile des satellites TecSAR est constituée par un radar à synthèse d'ouverture fonctionnant en bande X. Ce radar, baptisé XSAR (X-band Synthetic Aperture Radar) a été développé par la société israélienne Elta Systems (en) à partir d'un radar aéroporté du même constructeur. Il fonctionne sur la longueur d'onde de 3,1 cm. L'antenne parabolique utilise est constituée d'une résille déployée en orbite. Le radar lorsqu'il collecte des données consomme 1,6 kW. La résolution des images peut aller de moins de 1 mètre (observation de site ponctuel) à 8 mètres (fauchée large).

## Historique des lancements
| Date de lancement (UTC) | Nom     | Autre appellation | Identifiant COSPAR | Lanceur  | Base de lancement | Masse  | Orbite               | Capacités (résolution, etc.) | Remarque |
| ----------------------- | ------- | ----------------- | ------------------ | -------- | ----------------- | ------ | -------------------- | ---------------------------- | -------- |
| 21 janvier 2008         | Ofek 8  | TecSAR 1          | 2008-002A          | PSLV-CA  | Satish Dhawan     | 260 kg | 403 km × 581 km, 41° | 1–8 m                        | Succès   |
| 9 avril 2014            | Ofek 10 | TecSAR 2          | 2014-019A          | Shavit-2 | Palmachim         | 260 kg | Orbite rétrograde    | 1–8 m                        | Succès   |
| 28 mars 2023            | Ofek 13 | TecSAR 3          | 2023-044A          | Shavit-2 | Palmachim         | ?kg    | Orbite rétrograde    | 1–8 m                        | Succès   |